# James Brolin

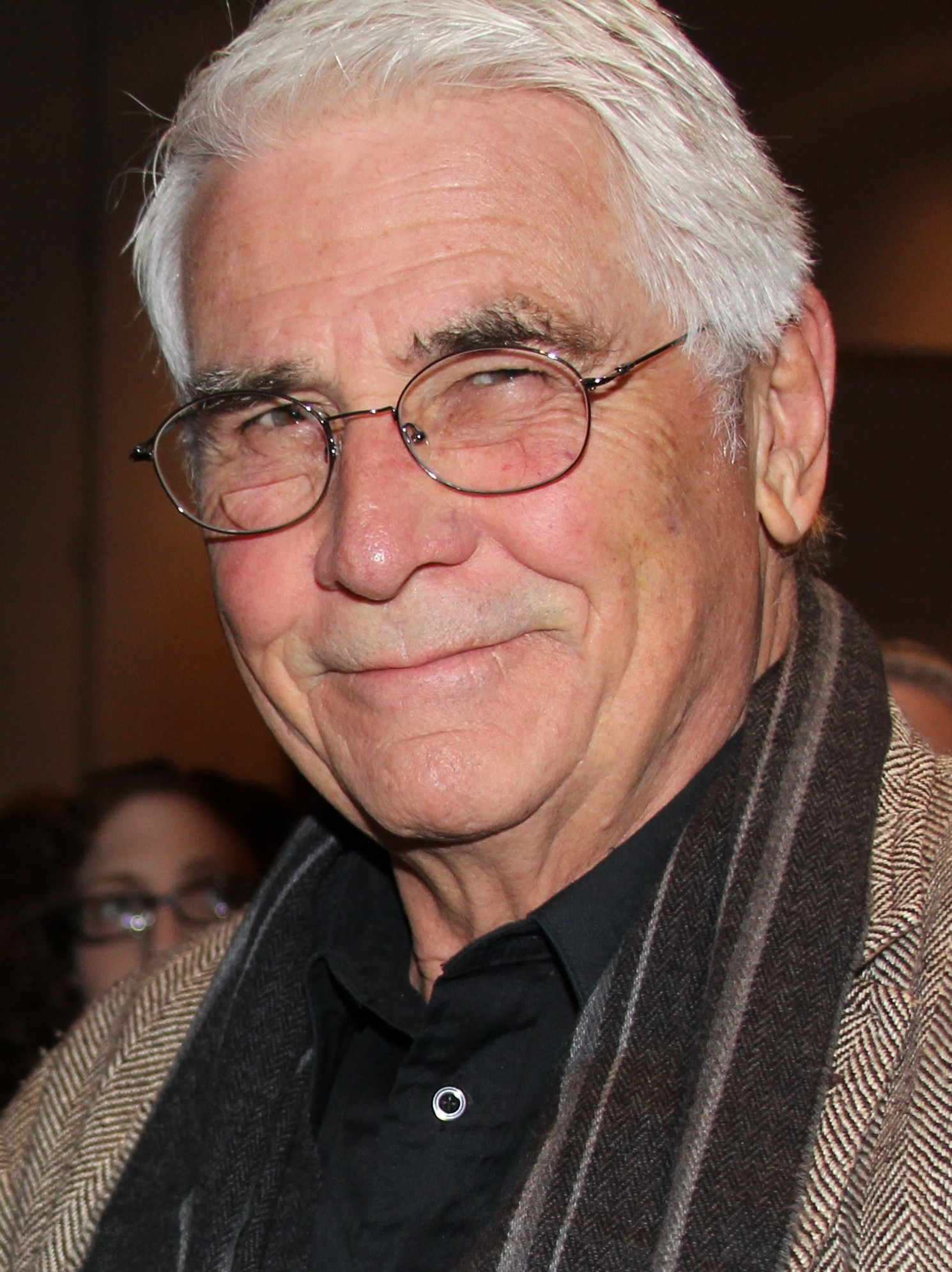
James Brolin (2013)

James Brolin (* 18. Juli 1940 als Craig Kenneth Bruderlin in Los Angeles) ist ein US-amerikanischer Schauspieler, Regisseur und Produzent.

## Leben und Karriere
Brolin ist der Sohn des Bauunternehmers Henry Hurst Bruderlin (1911–2002) und dessen Ehefrau Helen Sue Mansur (1915–2014). Seine Schauspielkarriere begann in den frühen 1960er-Jahren mit Gastrollen in Fernsehserien sowie kleineren Kinorollen.
Brolin wurde bekannt durch die Fernsehserie Dr. med. Marcus Welby (1969), für die er mit dem Emmy und Golden Globe ausgezeichnet wurde. In dieser Serie spielte er an der Seite von Robert Youngs erfahrenem Dr. Welby die Rolle des jungen Arztes Steve Kiley. Die Serie wurde ein Quotenerfolg und lief bis 1976. Parallel begann Brolin größere Rollen in Kinofilmen zu übernehmen, darunter Westworld (1973), Unternehmen Capricorn (1978) und Amityville Horror (1979). Im Jahr 1983 sollte er die Nachfolge von Roger Moore als James Bond in Octopussy übernehmen, aber kurz vor Beginn der Dreharbeiten entschieden sich die Bond-Produzenten doch wieder für Moore.
Stattdessen hatte er danach von 1983 bis 1988 die Hauptrolle des Hotelmanagers Peter McDermott in der auch in Deutschland populären Serie Hotel. Ab den 1990er-Jahren übernahm er Hauptrollen in diversen B-Movies und Fernsehfilmen. In aufwendiger produzierter Filmen wurde er hingegen nur noch als Nebendarsteller besetzt, wie zum Beispiel in Traffic – Macht des Kartells (2000) und Catch Me If You Can (2002). Im Filmdrama Im Bann der schwarzen Witwe (2005) spielte Natasha Henstridge an seiner Seite.
Weitere Bekanntheit als Fernsehdarsteller erreichte er durch die Rolle als Lt. Col. Kelly in der Serie Pensacola – Flügel aus Stahl (1997–2000), in der er auch als Regisseur und Produzent tätig war. Ebenfalls übernahm er 1997 die Moderation einiger Folgen von X-Factor, schließlich übergab er die Moderation aber an Jonathan Frakes. 2002 spielte er in der Serie The West Wing einen republikanischen Präsidentschaftskandidaten.  Für das US-Fernsehen verkörperte er 2003 in dem biografischen Spielfilm Die Reagans die Rolle des ehemaligen US-Präsidenten Ronald Reagan. An seiner Seite spielte die australische Schauspielkollegin Judy Davis die Nancy Reagan.
Brolin war von 1966 bis zur Scheidung 1984 erstmals verheiratet. Aus dieser Ehe stammen ein Sohn, der Schauspieler Josh Brolin (* 1968), und eine Tochter (* 1972). Von 1986 bis 1995 war er mit der Schauspielerin Jan Smithers (* 1949) verheiratet, mit der er eine weitere Tochter (* 1987) hat. Seit 1998 ist Brolin in dritter Ehe mit Barbra Streisand verheiratet.

## Motorsport
Brolin war zwischen 1978 und 1982 auch einige Jahre als Amateur-Rennfahrer bei Sportwagenrennen aktiv. Er ging unter anderem beim 24-Stunden-Rennen von Daytona und dem 12-Stunden-Rennen von Sebring an den Start.

## Stimme
Stammsprecher Brolins war seit 1982 Jürgen Kluckert (1943–2023). Er wurde aber unter anderen auch von Manfred Lehmann, Norbert Langer, Thomas Danneberg und Ernst Meincke (X-Factor) gesprochen.

## Filmografie
- 1961: Bus Stop (Fernsehserie, eine Episode)
- 1961: Unter heißem Himmel (Fernsehserie, 2 Episoden)
- 1962: Margie (Fernsehserie, eine Episode)
- 1963: In Liebe eine 1 (Take Her, She’s Mine)
- 1964: Goodbye Charlie
- 1964–1965: Valentine's Day (Fernsehserie, 2 Episoden)
- 1965: Geliebte Brigitte (Dear Brigitte)
- 1965: Die Seaview – In geheimer Mission (Voyage to the Bottom of the Sea, Fernsehserie, eine Episode)
- 1965: Eine zuviel im Harem (John Goldfarb, Please Come Home)
- 1965: Colonel von Ryans Express (Von Ryan’s Express)
- 1965: 12 O’Clock High (Twelve O’Clock High, Fernsehserie, eine Episode)
- 1965: The Patty Duke Show (Fernsehserie, eine Episode)
- 1966: Derek Flint schickt seine Leiche (Our Man Flint)
- 1966: Blue Light (Fernsehserie, eine Episode)
- 1966: The Long, Hot Summer (Fernsehserie, eine Episode)
- 1966: Die phantastische Reise (Fantastic Voyage)
- 1966: Das Mondkalb (Way…Way Out)
- 1966–1967: Die Monroes (The Monroes, Fernsehserie, 4 Episoden)
- 1966–1967: Batman (Fernsehserie, 3 Episoden)
- 1967: The Cape Town Affair
- 1968: Der Frauenmörder von Boston (The Boston Strangler)
- 1969: Die Leute von der Shiloh Ranch (The Virginian, Fernsehserie, eine Episode)
- 1969: City Beneath the Sea (Kurzfilm)
- 1969–1976: Dr. med. Marcus Welby (Marcus Welby, Fernsehserie, 170 Episoden)
- 1971: Wo die Liebe hinfällt (Fernsehserie, eine Episode)
- 1971: Rowan & Martin's Laugh-In (Fernsehserie, eine Episode)
- 1971–1974: Owen Marshall – Strafverteidiger (Owen Marshall: Counselor at Law, Fernsehserie, 3 Episoden)
- 1972: Endstation Hölle (Skyjacked)
- 1972: Short Walk to Daylight (Fernsehfilm)
- 1973: Class of '63 (Fernsehfilm)
- 1973: Westworld
- 1973: In der Falle – Angriff der Killerhunde (Fernsehfilm)
- 1976: Sag ja zur Liebe (Gable and Lombard)
- 1977: Der Teufel auf Rädern (The Car)
- 1977: Unternehmen Capricorn (Capricorn One)
- 1978: Cowboy mit 300 PS (Steel Cowboy, Fernsehfilm)
- 1979: Amityville Horror (The Amityville Horror)
- 1980: Countdown in Manhattan (Night of the Juggler)
- 1981: Satisfaction (High Risk)
- 1982: Ambush Mörder (Fernsehfilm)
- 1982: Mae West (Fernsehfilm)
- 1983: White Water Rebels (Fernsehfilm)
- 1983: Cowboy (Fernsehfilm)
- 1983–1988: Hotel (Fernsehserie, 115 Episoden)
- 1985: Pee-Wee’s irre Abenteuer (Pee-Wee’s Big Adventure)
- 1985: Hollywood Connection (Fernsehfilm)
- 1986: Verlangen nach Liebe (Fernsehfilm)
- 1987: Hold the Dream (Miniserie, eine Episode)
- 1987: Night Shadow – Schatten der Vergangenheit (Deep Dark Secrets, Fernsehfilm)
- 1989: Endspurt (Fernsehfilm)
- 1989: Voice of the Heart (Fernsehfilm)
- 1990: The Earth Day Special
- 1990: Bad Jim
- 1990: High Score
- 1990: Back Stab
- 1990: Nightmare – Hotel des Grauens (Nightmare on the 13th Floor, Fernsehfilm)
- 1991: Seawind – Segeltörn ins Jenseits (Fernsehfilm)
- 1991: Ted & Venus
- 1992: Gas Food Lodging – Verlorene Herzen (Gas Food Lodging)
- 1992: Twin Sisters
- 1992: Die Mühlen Gottes (The Sands of Time, Fernsehfilm)
- 1992: City Boy – Allein durch die Wildnis (Fernsehfilm)
- 1993: Augen des Todes (Visions of Murder, Fernsehfilm)
- 1993: Rauchende Colts: Der lange Ritt (Gunsmoke: The Long Ride, Fernsehfilm)
- 1993: Paper Hearts
- 1993: Angel Falls (Fernsehserie, 3 Episoden)
- 1994: Burkes Gesetz (Fernsehserie, eine Episode)
- 1994: Tödliches Klassentreffen (Parallel Lives, Fernsehfilm)
- 1994: The Visual Bible: Acts
- 1994: Perry Mason – McKenzie und die toten Gouverneure (Fernsehfilm)
- 1994: Wiege des Terrors (Relative Fear)
- 1994: Hemmungslos – Intrigen der Lust
- 1994: Escaped: Rache und Gerechtigkeit
- 1995: Savate – Kampf ohne Gnade (Savate)
- 1995: The Expert
- 1995: Extreme – Das Leben am Abgrund (Fernsehserie, 5 Episoden)
- 1995: Der schwarze Fluch (Fernsehfilm)
- 1995: Future Force – Virus der Apokalypse (Terminal Virus, Fernsehfilm)
- 1996: Geiseldrama an Bord von Flug 285 (Fernsehfilm)
- 1996: Die Spur des Killers
- 1996: Hart aber herzlich: Jonathan unter Mordverdacht (Fernsehfilm)
- 1996: Blackmail – Blutige Abrechnung (Blood Money)
- 1996: Ein Wink des Himmels (Fernsehserie, eine Episode)
- 1996: Letzte Hoffnung! Das Blut meiner Schwester (To Face Her Past, Fernsehfilm)
- 1997: Lewis & Clark & George (Lewis and Clark and George)
- 1997: Roseanne (Fernsehserie, 2 Episoden)
- 1997: Im Namen der Ehre (Goodbye America)
- 1997: Cannes Man
- 1997: X-Factor: Das Unfassbare (Beyond Belief: Fact or Fiction, Fernsehserie, 6 Episoden)
- 1997: El aroma del Copal
- 1997: The Haunted Sea
- 1997: California (Fernsehserie)
- 1997: Brothers in Arms (My Brother’s War)
- 1997–2000: Pensacola – Flügel aus Stahl (Fernsehserie, 66 Episoden)
- 1998: Geborgtes Glück (Fernsehfilm)
- 1999: To Love, Honor & Betray (Fernsehfilm)
- 2000: Tödliche Freiheit (Children of Fortune, Fernsehfilm)
- 2000: Traffic – Macht des Kartells (Traffic)
- 2002: Meister der Verwandlung (The Master of Disguise)
- 2002: Antwone Fisher
- 2002: The West Wing – Im Zentrum der Macht (The West Wing, Fernsehserie, 2 Episoden)
- 2002: Catch Me If You Can
- 2003: Gelegenheit macht Liebe (A Guy Thing)
- 2003: The Reagans (Fernsehfilm)
- 2005: Im Bann der schwarzen Witwe (Fernsehfilm)
- 2005: Monk (Fernsehserie, eine Episode)
- 2005: Category 7 – Das Ende der Welt (Category 7: The End of the World, Miniserie, 2 Episoden)
- 2006: Alibi – Ihr kleines schmutziges Geheimnis ist bei uns sicher (The Alibi)
- 2006: Wedding Wars (Fernsehfilm)
- 2007: Hunting Party – Wenn der Jäger zum Gejagten wird (The Hunting Party)
- 2007: Bad Girl Island (Sirens of the Caribbean)
- 2007: Reinventing the Wheelers (Fernsehfilm)
- 2008: Law & Order: Special Victims Unit (Fernsehserie, Episode 10x4  Mondsüchtig)
- 2008: Lost City Raiders (Fernsehfilm)
- 2008: Liebe auf den zweiten Blick (Last Chance Harvey)
- 2008: The American Standards
- 2009: The Goods – Schnelle Autos, schnelle Deals (The Goods: Live Hard, Sell Hard.)
- 2009: Psych (Fernsehserie, eine Episode)
- 2009: Bitter/Sweet (Bitter Sweet)
- 2010: Angel Camouflaged
- 2010: Burlesque
- 2010: The Defenders (Fernsehserie, eine Episode)
- 2011: Royal Reunion (Kurzfilm)
- 2011: Last Will
- 2011: Love, Wedding, Marriage – Ein Plan zum Verlieben (Love, Wedding, Marriage)
- 2012: Blackout – Die totale Finsternis (Fernsehserie, 3 Episoden)
- 2013: Community (Fernsehserie, eine Episode)
- 2013: Ein Hund im Winter (Fernsehfilm)
- 2013–2014: Castle (Fernsehserie, Episoden 5x16 Entführt (2), 6x12 In geheimer Mission)
- 2014: Elsa & Fred
- 2014: Janette Oke: Die Coal Valley Saga (When Calls the Heart, Fernsehserie, eine Episode)
- 2015: Liebe ohne Krankenschein (Accidental Love)
- 2015: 69 Tage Hoffnung (The 33)
- 2015: The Steps
- 2015: Sisters
- 2015–2019: Life in Pieces (Fernsehserie, 78 Episoden)
- 2016: A Beautiful Day (Kurzfilm)
- 2016: I'll Be Home for Christmas (Fernsehfilm)
- 2017: Being Rose (Rose)
- 2018: Royal Hearts (Fernsehfilm)
- 2021–2024: Sweet Tooth (Fernsehserie, Erzähler)
- 2022: Lightyear (Sprechrolle)

## Moderation
- 1997: X-Factor: Das Unfassbare (Beyond Belief: Fact or Fiction, Staffel 1)

## Motorsport-Statistik
Sebring-Ergebnisse
| Jahr | Team           | Fahrzeug            | Teamkollege  | Teamkollege | Platzierung |
| ---- | -------------- | ------------------- | ------------ | ----------- | ----------- |
| 1980 | Toyota Village | Porsche 934         | Werner Frank |             | Rang 11     |
| 1982 | Brumos Racing  | Porsche 924 Carrera | Jim Busby    | Doc Bundy   | Rang 21     |